# Болеславецька кераміка

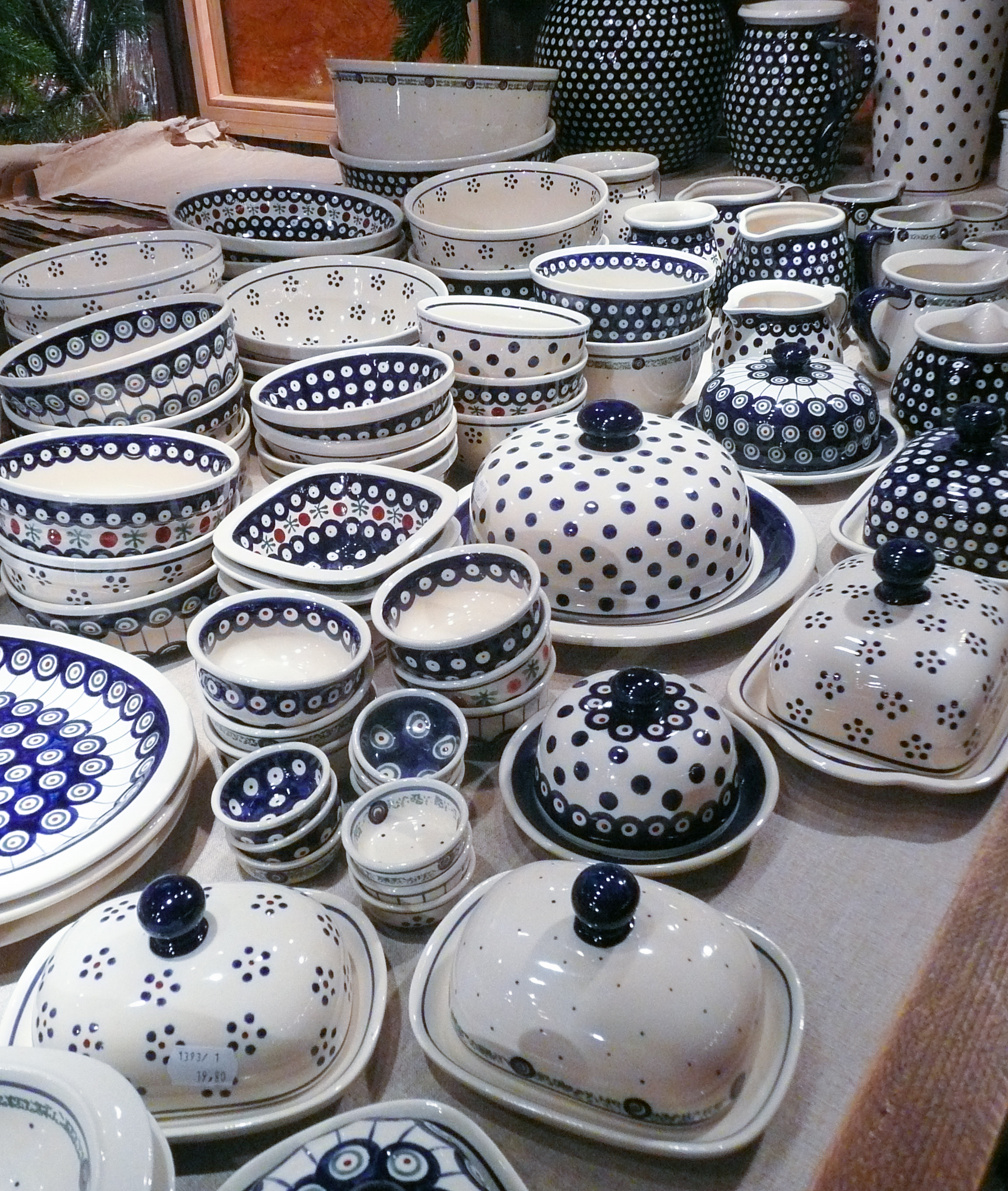
Сучасні вироби з Болеславецької кераміки.

Болеславецька кераміка (нім. Bunzlauer Keramik, німецька назва Болеславця — це Бунзлау), іншими мовами використовується як польської так і німецької назви міста — кераміка, вироблена у Болеславці та його околицях з XIV століття, а після 1945 року також у Німеччині переселенцями, напр. так звані Керамічні села Фредреслов Морінген.

## Реноме
У липні 2017 року Президент Республіки Польща Анджей Дуда та його дружина Агата Корнгаузер-Дуда подарували, окрім іншого, принцу Вільяму та принцесі Кейт кавовий сервіз з Болеславця. Колекцію Болеславецької кераміки можна побачити безпосередньо у Музеї Кераміки в Болеславцю.
Понад 90% продукції болеславецького кооперативу "Художня кераміка" йде на експорт (половина з цього — до США). Доставку замовлень реалізовували, серед іншого, Польські авіалінії — Polskie Linie Lotnicze LOT (для Івана Павла II) або ЦРУ.